# Näcksjön (Särna socken, Dalarna)
Näcksjön är en sjö i Älvdalens kommun i Dalarna och ingår i Dalälvens huvudavrinningsområde. Sjön har en area på 1,32 kvadratkilometer och ligger 487,1 meter över havet. Sjön avvattnas av vattendraget Näckån.

## Delavrinningsområde
Näcksjön ingår i det delavrinningsområde (684024-135961) som SMHI kallar för Utloppet av Näcksjön. Medelhöjden är 515 meter över havet och ytan är 6,1 kvadratkilometer. Det finns inga avrinningsområden uppströms utan avrinningsområdet är högsta punkten. Näckån som avvattnar avrinningsområdet har biflödesordning 2, vilket innebär att vattnet flödar genom totalt 2 vattendrag innan det når havet efter 442 kilometer. Avrinningsområdet består mestadels av skog (70 procent). Avrinningsområdet har 1,3 kvadratkilometer vattenytor vilket ger det en sjöprocent på 21,3 procent.